# 6555th Aerospace Test Group

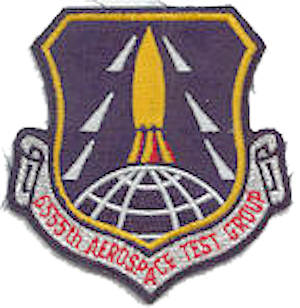
Emblème du 6555th Aerospace Test Group.

Le 6555th Aerospace Test Group est une unité de l'United States Air Force (USAF), activée en 1950 et inactive depuis octobre 1990. Elle était stationnée à la Patrick Air Force Base, en Floride, à sa désactivation.
Avant l'activation de l'Air Force Space Command, l'unité est responsable du développement de missiles pour l'USAF, tactiques ou balistiques, et de lanceurs lourds utilisés à des fins militaires pour le déploiement de satellites.
L'unité joue un rôle clé dans les programmes civils de la National Aeronautics and Space Administration (NASA) Mercury, Gemini et Apollo, ainsi que dans les vols militaires de la navette spatiale américaine.
La mission de l'unité est aujourd'hui réalisée par la 45th Space Wing (sans lignée directe).